# Јиржи Весели
Јиржи Весели (чеш. Jiří Veselý; 10. јул 1993. у месту Прибрам, Чешка Република) је чешки тенисер који је свој најбољи пласман у синглу достигао у априлу 2015. када је био 35. тенисер света. У каријери је освојио по две АТП титуле у синглу и дублу.

## Тениска каријера

### Јуниорска каријера
Јуниорски гренд слем резултати - сингл:
 Отворено првенство Аустралије: П (2011)

 Ролан Гарос: 1К (2010, 2011)

 Вимблдон: 3К (2010, 2011)

 Отворено првенство САД: Ф (2011)
Јуниорски гренд слем резултати - дубл:
 Отворено првенство Аустралије: П (2011)

 Ролан Гарос: ЧФ (2011)

 Вимблдон: Ф (2011)

 Отворено првенство САД: Ф (2010)

## Тренери
Тренери Јиржија Веселог су Јарослав Навратил и Михал Навратил. У децембру 2015. године отпочео је сарадњу са Томасом Крупом, бившим тренером Томаша Бердиха.

## АТП финала

### Појединачно: 4 (2:2)
| Легенда                        |
| ------------------------------ |
| Гренд слем турнири (0:0)       |
| Завршно првенство сезоне (0:0) |
| АТП мастерс 1000 (0:0)         |
| АТП 500 (0:1)                  |
| АТП 250 (2:1)                  |

| Финала по подлози |
| ----------------- |
| Тврда (2:1)       |
| Шљака (0:1)       |
| Трава (0:0)       |

| Финала по локацији |
| ------------------ |
| Отворено (2:2)     |
| Дворана (0:0)      |

| Исход     | Бр. | Датум             | Турнир             | Подлога | Противник             | Резултат             |
| --------- | --- | ----------------- | ------------------ | ------- | --------------------- | -------------------- |
| Победник  | 1.  | 17. јануар 2015.  | Окланд, Н. Зеланд  | Тврда   | Адријан Манарино      | 6:3, 6:2             |
| Финалиста | 1.  | 26. април 2015.   | Букурешт, Румунија | Шљака   | Гиљермо Гарсија-Лопез | 6:7(5:7), 6:7(11:13) |
| Победник  | 2.  | 9. фебруар 2020.  | Пуна, Индија       | Тврда   | Јегор Герасимов       | 7:6(7:2), 5:7, 6:3   |
| Финалиста | 2.  | 26. фебруар 2022. | Дубаи, УАЕ         | Тврда   | Андреј Рубљов         | 3:6, 4:6             |

### Парови: 3 (2:1)
| Легенда                        |
| ------------------------------ |
| Гренд слем турнири (0:0)       |
| Завршно првенство сезоне (0:0) |
| АТП мастерс 1000 (0:0)         |
| АТП 500 (0:0)                  |
| АТП 250 (2:1)                  |

| Финала по подлози |
| ----------------- |
| Тврда (1:0)       |
| Шљака (1:1)       |
| Трава (0:0)       |

| Финала по локацији |
| ------------------ |
| Отворено (1:1)     |
| Дворана (1:0)      |

| Исход     | Бр. | Датум             | Турнир           | Подлога   | Партнер          | Противници                 | Резултат      |
| --------- | --- | ----------------- | ---------------- | --------- | ---------------- | -------------------------- | ------------- |
| Победник  | 1.  | 19. октобар 2014. | Москва, Русија   | Тврда (д) | Франтишек Чермак | Самјуел Грот Крис Гучиони  | 7:6(7:2), 7:5 |
| Победник  | 2.  | 7. мај 2017.      | Истанбул, Турска | Шљака     | Роман Јебави     | Туна Алтуна Алесандро Моти | 6:0, 6:0      |
| Финалиста | 1.  | 21. јул 2018.     | Умаг, Хрватска   | Шљака     | Роман Јебави     | Робин Хасе Матве Миделкоп  | 4:6, 4:6      |

## Победе над топ 10 тенисерима
Весели има однос победа и пораза 4:17 (19%) против тенисера који су у време одигравања меча били рангирани међу првих 10 на АТП листи.
| Сезона | 2009. | 2010. | 2011. | 2012. | 2013. | 2014. | 2015. | 2016. | 2017. | 2018. | 2019. | 2020. | 2021. | 2022. | Укупно |
| ------ | ----- | ----- | ----- | ----- | ----- | ----- | ----- | ----- | ----- | ----- | ----- | ----- | ----- | ----- | ------ |
| Победе | 0     | 0     | 0     | 0     | 0     | 0     | 0     | 2     | 0     | 0     | 1     | 0     | 0     | 1     | 4      |

| #     | Играч             | Позиција | Турнир                     | Подлога | Коло | Резултат                     | Позиција Веселог |
| ----- | ----------------- | -------- | -------------------------- | ------- | ---- | ---------------------------- | ---------------- |
| 2016. |                   |          |                            |         |      |                              |                  |
| 1.    | Новак Ђоковић     | Бр. 1    | Монте Карло, Монако        | Шљака   | 2К   | 6:4, 2:6, 6:4                | Бр. 55           |
| 2.    | Доминик Тим       | Бр. 8    | Вимблдон, Велика Британија | Трава   | 2К   | 7:6(7:4), 7:6(7:5), 7:6(7:3) | Бр. 64           |
| 2019. |                   |          |                            |         |      |                              |                  |
| 3.    | Александар Зверев | Бр. 5    | Вимблдон, Велика Британија | Трава   | 1К   | 4:6, 6:3, 6:2, 7:5           | Бр. 124          |
| 2022. |                   |          |                            |         |      |                              |                  |
| 4.    | Новак Ђоковић     | Бр. 1    | Дубаи, УАЕ                 | Тврда   | ЧФ   | 6:4, 7:6(7:4)                | Бр. 123          |